# Vlașciînți, Lanivți
Vlașciînți (în ucraineană Влащинці) este o comună în raionul Lanivți, regiunea Ternopil, Ucraina, formată numai din satul de reședință.

## Demografie
Componența lingvistică a comunei Vlașciînți
     Ucraineană (97,87%)
     Rusă (1,52%)
     Alte limbi (0,3%)
Conform recensământului din 2001, majoritatea populației comunei Vlașciînți era vorbitoare de ucraineană (97,87%), existând în minoritate și vorbitori de rusă (1,52%).